# Жуковская волость (Брянская губерния)
Жу́ковская волость — административно-территориальная единица в составе Бежицкого уезда Брянской губернии, существовавшая в 1920-х годах.
Центр — посёлок (ныне город) Жуковка.

## История
Волость образована не позднее 1924 года путём выделения из Фошнянской волости Бежицкого (ранее — Брянского) уезда.
В 1924—1925 годах расширена за счёт присоединения прилегающих частей Дубровской (ранее — Салынской) и Любохонской (ранее — Дорожовской) волостей, а также всей оставшейся территории Фошнянской волости.
В 1929 году, с введением районного деления, волость была упразднена, а на её территориальной основе был сформирован Жуковский район Брянского округа Западной области (ныне входит в состав Брянской области).

## Административное деление
По состоянию на 1 января 1928 года Жуковская волость включала в себя следующие сельсоветы: Александровский, Бацкинский, Гришинослободский, Жуковский, Касиловский, Любегощенский, Новониколаевский, Новосельский, Олсуфьевский, Саковский, Старолавшинский, Фошнянский, Ходиловичский.